# Четфалвівська сільська рада
Четфалвівська сільська рада — колишній орган місцевого самоврядування у Берегівському районі Закарпатської області з адміністративним центром у с. Четфалва.

## Населені пункти
Сільській раді підпорядковані населені пункти:
- с. Четфалва

## Склад ради
Рада складається з 12 депутат тів та голови.

## Керівний склад сільської ради
| ПІБ                    | Основні відомості                                                               | Дата обрання | Дата звільнення |
| ---------------------- | ------------------------------------------------------------------------------- | ------------ | --------------- |
| Поп Йосип Альбертович  | Сільський голова, 1968 року народження, освіта, безпартійний                    | 26.03.2006   | 31.10.2010      |
| Папп Йосип Альбертович | Сільський голова, 1968 року народження, освіта середня спеціальна, безпартійний | 31.10.2010   |                 |

Примітка: таблиця складена за даними джерела